# Никон (Калембер)
Епи́скоп Ни́кон (в миру Владимир Максимович Калембер, укр. Володимир Максимович Калембер; 23 сентября 1958, Черняхов, Острожский район, Ровенская область — 18 сентября 2002, Чернигов) — архиерей Украинской Православной Церкви Киевского патриархата с титулом «епископ Черниговский и Нежинский».

## Биография
В 1975 году окончил среднюю школу. С 1980 по 1985 годы учился в Ровенском государственном педагогическом институте на филологическом факультете.
В 1991 году поступил в Киевскую духовную семинарию Украинской православной Церкви (Московского Патриархата), которая размещалась в стенах Киево-Печерской лавры. Как вспоминал митрополит Даниил (Чокалюк), «выводы медицинской комиссии были неутешительны. Гипертоническая болезнь фактически становилась препятствием для дальнейшего обучения. В тот год меня как раз назначили исполняющим обязанности ректора Киевской духовной семинарии. Моя мысль была решающей: пусть Бог позаботится о его здоровье, а мы, люди, не должны препятствовать Владимиру Калемберу в осуществлении его мечты — получить духовное образование». За год окончил 2 курса.
В 1992 году, после образования Киевского Патриархата, преподаватели и воспитанники Киевской духовной семинарии, которые поддержали идею независимости Украинской Церкви, покинули стены лавры и переселиться в помещения стилобата Андреевской церкви и на Владимирскую горку, в остатки помещений Михайловского Златоверхого монастыря. Одним из первых в числе тех воспитанников был и Владимир Калембер.
21 ноября 1993 года в храме святого Иоанна Богослова был рукоположён в сан диакона в состоянии целибата. 23 января 1994 года в Свято-Владимирском патриаршем соборе в Свято-Владимирском патриаршем соборе епископом Даниилом (Чокалюком) рукоположён в священника, после чего его священническое служение проходило в Академическом храме святого апостола Иоанна Богослова. В 1994 году окончил Киевскую духовную семинарию и поступил в Киевскую духовную академию, параллельно преподавая в духовной семинарии. По воспоминаниям Н. Я. Пухальской: «Случалось, что занятия переносились на вторую половину дня — не всегда можно было совместить их с расписанием на основной работе. И Владимир Калембер всегда мог организовать группу, собрать её в аудитории, быть на связи с преподавателем. А будучи экономом, изредка и продукты со склада предлагал — помощь очень существенная по тем временам, когда у вузовских преподавателей были перебои с получением зарплаты и галопирующей инфляцией».
10 апреля 1997 года в Михайловском мужском монастыре пострижен в монашество с именем Никон в честь преподобного Никона, игумена Печерского. Наряду с Алексием (Мезантюком) и Иоанном (Яременко) был одним был в числе первых монахов возрождённого Михайловского Златоверхого монастыря.
12 октября 1997 года во Владимирском кафедральном соборе города Киева был хиротонисан во епископа Кицманского и Заставновского и назначен управляющим Кицманской епархией УПЦ КП.
25 января 1999 года назначается епископом Черниговским и Нежинским, управляющим Черниговской епархией УПЦ КП. Принёс покой и мир в епархию. Впервые служил в Борисоглебском соборе Чернигова, освящал кресты Преображенской церкви в Нежине, первую в областном центре домовую церковь в медицинском учреждении — в Центре радиационной защиты населения.
18 сентября 2002 года внезапно умер после перенесённого инсульта. Его похороны превратились в настоящую демонстрацию украинской Церкви в русскоязычном Чернигове. Похоронен в храме святых мучеников князя Михаила и боярина Фёдора Чернигова 22 сентября 2002 года.